# The Cure (album)
The Cure – dwunasty album studyjny zespołu The Cure, który został wydany w dniu 28 czerwca 2004 roku.

## Historia płyty
Po wydaniu w 2000 roku poprzedniej studyjnej płyty pt. "Bloodflowers" oraz po uwiecznionych na filmie "Trilogy" koncertach w Berlinie w 2002 roku Robert Smith poważnie myślał o zakończeniu działalności The Cure. Jednak m.in. pod wpływem spotkania z entuzjastycznie nastawionym do twórczości zespołu Rossem Robinsonem, Smith postanowił kontynuować projekt i zgodził się na podpisanie kolejnego kontraktu płytowego z firmą Robinsona, This Is An I Am Recording!. Ówcześnie zespół nie był bowiem związany kontraktem z żadną wytwórnią, a firma Fiction Records, z którą The Cure współpracowali od 1979 roku, zawiesiła działalność w 2001 roku. Na mocy tego kontraktu w 2003 zespół przystąpił do nagrywania nowego materiału w londyńskich Olympic Studios. Nagrywanie płyty przebiegało w trudnej atmosferze, gdyż część członków zespołu nie była przekonana do kierunku rozwoju artystycznego zespołu oraz do metod pracy Robinsona. Prawdopodobnie konflikty ujawnione podczas tej sesji zaowocowały w końcu wyrzuceniem z zespołu Bamonte'a i O’Donnella w 2005 roku.

## Lista utworów
1. "Lost"
2. "Labirynth"
3. "Before Three"
4. "The End of the World"
5. "Anniversary"
6. "Us or Them"
7. "alt.end"
8. "(I Don't Know What's Going) On"
9. "Taking Off"
10. "Never"
11. "The Promise"
12. "Going Nowhere"

Amerykańska, złożona z 11 utworów, wersja albumu nie zawiera utworu "Going Nowhere".
Brytyjska, złożona z 13 utworów, wersja albumu zawiera dodatkowo "Truth Goodness and Beauty".
Japońska, złożona z 14 utworów, wersja albumu zawiera dodatkowo "Truth Goodness and Beauty" i "Fake".
Została wydana także wersja na winylu, zawierająca 15 utworów: poza wszystkimi wyżej wymienionymi także "This Morning". Za oficjalną, "właściwą" wersję albumu Smith uznaje europejską wersję z 12 utworami na liście powyżej.

## Twórcy
- Robert Smith – gitara, śpiew
- Simon Gallup – gitara basowa
- Perry Bamonte – gitara
- Roger O’Donnell – instrumenty klawiszowe
- Jason Cooper – perkusja
- Producenci: Ross Robinson, Robert Smith

## Pozycje na listach
| Lista | Kraj   | Pozycja |
| ----- | ------ | ------- |
| OLiS  | Polska | 9       |